# Romain Salin
Romain Salin (* 29. Juli 1984 in Mayenne) ist ein ehemaliger französischer Fußballspieler. Der Torhüter stand zuletzt bei Marítimo Funchal unter Vertrag.

## Karriere

### Verein

#### Karrierebeginn in Frankreich
Salin begann seine Karriere in den Jugendbereichen vom Le Mans FC und Stade Rennes. 2003 wechselte er in die Profiabteilung von Stade Laval. Dort saß er zu Beginn der Saison noch als zweiter Torhüter auf der Bank, bevor er im Winter auf Position drei abrutschte und sich schließlich im Januar 2004 zu einem Wechsel zum FC Lorient entschloss. Dort debütierte er im ersten möglichen Spiel am 21. Spieltag gegen den HSC Montpellier, nachdem Stéphane Le Garrec verletzungsbedingt ausgewechselt werden musste. In der Saison 2004/05 war er der erste Ersatztorhüter und absolvierte in dieser Funktion acht Spiele. In der nächsten Saison kamen auf dieselbe Art und Weise zwei Ligaspiele zusammen und seine Mannschaft stieg als Drittplatzierter in die Ligue 1 auf. Im Sommer 2006 verließ der Spieler den Verein auf Leihbasis und schloss sich dem FC Libourne-Saint-Seurin für ein Jahr an, da im Zuge des Aufstiegs zwei direkte Konkurrenten, Rémy Riou und Lionel Cappone, verpflichtet wurden. Dort war er ab dem sechsten Spieltag Stammkeeper, bevor er ab Spieltag 28 nicht mehr in Spieltagskadern stand. Nach seiner Rückkehr nach Lorient kam der Spieler in der Saison 2007/08 nur ein Mal im Coupe de la Ligue zum Einsatz, weshalb er die Bretonen im Juli 2008 dauerhaft verließ und fortan zunächst vereinslos war. Im Januar 2009 nahm der FC Tours ihn unter Vertrag. Hier war er zunächst für zehn Spiele gesetzt, bevor Peter Jehle ihm den Rang ablief. In der nächsten Saison stand er ab dem fünften Spieltag erneut im Tor, bevor er sich ab März ein weiteres Mal mit dem Bankplatz begnügen musste.

#### Zeit in Portugal
Im Juli 2010 verließ der Franzose erstmals sein Heimatland und wechselte auf die Iberische Halbinsel zu Naval 1º de Maio. In Portugal war er unmittelbar als Nummer eins gesetzt und absolvierte in der Saison 2010/11 27 der 30 Ligaspiele. Da am Ende der Spielzeit der Abstieg in die zweite Liga feststand, wechselte Salin im Juli zu Marítimo Funchal. Auf Madeira war der Torhüter zunächst Ersatzkeeper hinter Peterson Peçanha und absolvierte in seiner ersten Spielzeit nur drei Ligaspiele. In seiner zweiten Saison auf der portugiesischen Insel konnte er sich durchsetzen und die Position des Stammtorhüters übernehmen. Durch diesen Erfolg gelang ihm auch das Debüt auf internationalem Terrain, wo er neben vier Qualifikationsspielen auch alle Gruppenphasenpartien der UEFA Europa League bestritt. Nach zwei Jahren verließ der Spieler Funchal im Juli 2013 und schloss sich dem Rio Ave FC an. Nach anfänglichen zehn Spielen musste er sich hier aber mit einem Bank- und im Anschluss auch einem Tribünenplatz zufriedengeben, weshalb er bereits im Januar 2014 zurück zu seinem vorherigen Verein Marítimo Funchal wechselte. Dort war er wieder unumstritten und absolvierte alle verbleibenden 14 Ligaspiele der Saison 2013/14. In den folgenden beiden Spielzeiten änderte sich hieran nichts – so kam er in 55 der maximal 68 möglichen Ligaspielen zum Einsatz und führte seine Mannschaft hier teilweise sogar als Kapitän auf das Feld. Darüber hinaus erreichte der Spieler mit seinem Team in beiden Jahren das Finale der Taça da Liga, die jeweils gegen Benfica Lissabon verloren gingen.

#### Rückkehr in sein Heimatland
Im Sommer 2016 verließ er Funchal ein zweites Mal und schloss sich EA Guingamp an. In Frankreich kam er in seiner Premierensaison zu einem Einsatz in der Ligue 1 und drei weiteren Einsätzen im Coupe de la Ligue. Ende Juli 2017 wechselte der Franzose zurück nach Portugal und schloss sich Sporting Lissabon an. In der portugiesischen Hauptstadt erfüllte er in den nächsten zwei Jahren die Rolle des ersten Ersatztorhüters. Im Zuge dessen kam er unter anderem auf neun Ligapartien, aber auch auf fünf Spieleinsätze in der Europa League. Zusätzlich gelang ihm als Teil der Mannschaft der zweimalige Gewinn der Taça da Liga und der Sieg im Taça de Portugal in der Saison 2018/19. Im Juli 2019 entschloss er sich im Alter von 34 Jahren zum Wechsel zu Stade Rennes. Hier kam er in seiner ersten Spielzeit zu sporadischen Einsätzen – neben einem Achtelfinalspiel im Ligapokal kam er zu vier Einsätzen in der Ligue 1 und zwei Partien in der Europa League. In der Saison 2020/21 übernahm er zunächst den Stammplatz von Édouard Mendy, der zum FC Chelsea wechselte und auch den des als Ersatz verpflichteten, verletzten Alfred Gomis. Bis zur Genesung des letzteren konnte er so 15 Ligapartien bestreiten und auch sein Debüt in der UEFA Champions League feiern. Die nächste Spielzeit endete für den Franzosen mit einer Partie in der höchsten nationalen Spielklasse, einem Einsatz im Coupe de France und zwei Spielen in der neugegründeten UEFA Europa Conference League. Die Saison 2022/23 verbrachte der Spieler als dritter Torhüter hinter Steve Mandanda und Doğan Alemdar. So kam er nur auf einen Einsatz für die zweite Mannschaft. Im Juli 2023 lief sein Vertrag in Rennes aus und er schloss sich ein weiteres Mal Marítimo Funchal an. Dort bestritt er eine Partie im Ligapokal und zwei in der Liga, bevor er sich im September desselben Jahres zu seinem Karriereende entschloss.

## Erfolge

### Verein

#### Sporting Lissabon
- Portugiesischer Ligapokalsieger: 2018, 2019
- Portugiesischer Pokalsieger: 2019